# آن بريمر
آن بريمر (بالإنجليزية: Anne Bremer)‏ هي رسامة أمريكية، ولدت في 21 مايو 1868 في سان فرانسيسكو في الولايات المتحدة، وتوفي بنفس المكان في 26 أكتوبر 1923.